# Stojan Enew
Stojan Enew (* 6. Juli 1989) ist ein bulgarischer Gewichtheber.
Er war 2011 Vize-U23-Europameister. 2012 nahm er erstmals an den Europameisterschaften der Aktiven teil und gewann gleich in der Klasse bis 62 kg die Bronzemedaille im Zweikampf und Gold im Stoßen. Bei den Europameisterschaften 2013 konnte er im Zweikampf und im Stoßen jeweils Silber gewinnen. 2014 war Enew bei den Europameisterschaften Dritter im Zweikampf und Zweiter im Stoßen. 2015 wurde er allerdings bei einer Trainingskontrolle kurz vor den Europameisterschaften wie auch zehn weitere Mitglieder der bulgarischen Nationalmannschaft positiv auf Stanozolol getestet und für neun Monate gesperrt.